# Leveillella drimydis
Leveillella drimydis är en svampart som först beskrevs av Joseph-Henri Léveillé, och fick sitt nu gällande namn av Theiss. & Syd. 1915. Leveillella drimydis ingår i släktet Leveillella och familjen Asterinaceae.   Inga underarter finns listade i Catalogue of Life.